# Дебора Гавірія
Дебора Гавірія (ісп. Déborah Gaviria; нар. 14 листопада 1978) — колишня перуанська тенісистка.
Найвищу одиночну позицію світового рейтингу — 635 місце досягла 16 Oct 1995, парну — 512 місце — 18 Sep 1995 року.

## Фінали ITF

### Парний розряд: 1 (0–1)
| Результат | Ранг | Дата           | Турнір                   | Покриття | Партнерка       | Суперниці                                    | Рахунок       |
| --------- | ---- | -------------- | ------------------------ | -------- | --------------- | -------------------------------------------- | ------------- |
| Поразка   | 1.   | 3 вересня 1995 | Сан-Сальвадор, Сальвадор | Ґрунт    | Cristina Cortes | María Cristina Campana Марія Долорес Кампана | 6–4, 4–6, 3–6 |